# مادگان هزار دادستان
مادیانِ هَزار دادِستان (mādayān ī hazār dādestān؛ به معنای «کتاب هزار رأی قضایی») کتابی است به پارسی میانه و تنها سند و مدرک کامل موجود در خصوص نظام حقوقی دوره ساسانیان است. این متن گذشته از مباحث بسیار گوناگون در حقوق مدنی، از جهات دیگر از جمله اشاره به مناصب و عناوین دولتی، شرح وظایف قضات، ضابطین قانون، مجریان قانون، وکلا و غیره نیز دارای اهمیت ویژه است. این مجموعه مباحث مربوط به احوال شخصی، اهلیت، حجر، قیومیت، ازدواج، طلاق، نفقه، ارث، مالکیت و غیره را در بر می‌گیرد. این کتاب به خط و زبان پهلوی ساسانی (پارسیک) و احتمالاً در دوره حکومت خسرو پرویز (۵۵۹–۶۲۸ میلادی) و بنا به نظر عریان در دوران یزدگرد سوم، در گور (فیروزآباد کنونی) که مرکز استان (شهرب) فارس بوده، نوشته شده است.
این مجموعه نظریه‌های حقوقی ایران باستان در سال ۶۱۶ میلادی به صورت کتاب گردآوری شده و یک نسخه از آن به‌دست ما رسیده است. این نسخه که میراث یک خانواده زرتشتی ایرانی بوده به صورت دو نیمه ناقص جداشده موجود است که برخی از واژه‌های آن‌ها نیز آسیب دیده و ناخوانا شده است. مادَیان هَزار دادِستان از مهم‌ترین اسناد تاریخ حقوقی ایران باستان است اما این کتاب یک مجموعه قانون مُدوّن یا یک رساله حقوقی نیست. مجموعه‌ای فراهم آمده از پرونده‌های قضائی است. نحوه ارائه مطالب در آن به شیوه نقل و بیان موردی است و تعریف یا توصیفی از مفاهیم و اصطلاحات حقوقی را در برندارد.
به نظر می‌آید نویسنده آن فرخ‌مرد بهرامان یک قاضی زمان خسرو پرویز است که در شهر گور و در منطقه جبل انارویه می‌زیسته و خود و پدرش در دستگاه قضایی ساسانی بوده‌اند و به اوراق و اسناد بایگانی قضایی دسترسی داشته‌اند. وی در مقدمه کتاب نوشته است: [می‌خواستم] با ذکر قوانین چندی، بزرگی و نیکی و استواری قانونگذاران را آن چنان‌که از کوشش بشر و نیروی اندیشه و خردِ خدادادهِ آدمی وضع گردیده نشان دهم. باشد که در منکوب کردن دروغ و ناراستی نائل آیم…
«فرخ مرد بهرامان» رأی‌های صادر از دادگاه‌های دادگستری ایران ساسانی در سده سوم تا هفتم میلادی را از بایگانی دادگستری گور بیرون آورده و فشرده و کوتاه کرده و در این کتاب گردآورده است.
شمار این آرا و نظرها یا به اصطلاح رایج آن زمان، دادِستان‌ها به هزار نمی‌رسد، ولی آن را کتاب هزار دادستان نامیده‌اند که در ۴۴ باب (دَر) گردآوری و تدوین شده است. گردآورنده بر آن بوده است که گزاره‌های دادرسی، چه آن‌هایی که روی داده و چه آن‌هایی که می‌توانسته روی دهد، را در کتاب گردآوری کند. دیدگاه‌ها و آرا ده‌ها حقوق‌دان ساسانی از نسل‌های مختلف در این کتاب آورده شده است و نام بسیاری از آن‌ها نیز ذکر شده است.
گردآورنده به برخی از منابع کتاب خود مانند خویشکاری‌نامه موبَدان (رساله دربارهٔ وظایف روحانیون زرتشتی) و دادِستان‌نامه (رأی‌نامه یا رساله فتوی قضایی) اشاره کرده است.
کتاب توسط سعید عریان به صورت کامل به فارسی ترجمه شده است همچنین دو ترجمه انگلیسی، یک ترجمه آلمانی و یک ترجمه روسی از این کتاب صورت گرفته است. این کتاب را سهراب جمشید جی بولسارا با دیباچه و لغت‌نامه و فهرست به زبان انگلیسی درآورده و هوشنگ آنکلساریا در سال ۱۹۳۷ میلادی (۱۳۱۶ خورشیدی) منتشر ساخته است.
آناهیت پریخانیان ترجمهٔ انگلیسی کتاب «ماتیکان هزار داتستان» را در سال ۱۹۹۷ م. / ۱۳۷۶ خ. در کالیفرنیا منتشر کرده است.

## نام
ماتیکان در زبان پهلوی به معنای کتاب است. صدها رأی قضایی دوران ساسانی در کتاب مادگان هزار دادستان کوتاه ثبت و گرد آورده شده است؛ که به هرکدام از این آرا یا نظریه‌های حقوقی کوتاه‌شده ماده می‌گفتند که جمع آن نیز مادگان است. در واژگان حقوقی و قانون‌نویسی امروز نیز ماده به تقریب در همین معنی به کار می‌رود: عبارت یا سخن کوتاه و پرمایه که مقررات هر قانون با شماره‌بندی ترتیبی آن بخش و بیان می‌شود.
دات/داد در فارسی میانه به معنی قانون است و داتستان (دادستان) در فارسی میانه به معنی رأی بوده یعنی جایی که قانون در آن هست. همداستان که هنوز هم در فارسی به کار می‌رود در قدیم شکل اصلی‌اش همداتستان بوده یعنی هم‌رای و هم‌عقیده. ازاین‌رو مادگان هزار دادستان یعنی ماده‌ها یا کوته‌نوشت‌های پرمایه از هزار رأی و نظر قضایی ثبت‌شده در دوره ساسانی.

## درون‌مایه
در این کتاب است آرا و نظرهای ثبت شده دادگاه‌ها، قاضیان و حقوق‌دان‌های دوره ساسانی مربوط به ۲۰۰ تا ۳۰۰ سال پیش از تألیف کتاب کوتاه شده و برای استفاده و استناد قاضیان و وکلا گردآوردی شده است.
در دورهٔ ساسانی چندین مجموعهٔ حقوقی وجود داشته است که امروز تنها یکی از آن‌ها بنام مادگان هزار دادستان باقی است و از آن تنها یک نسخه خطی ناقص در دست است. احتمال می‌رود که کتاب در اصل در دوران خسرو پرویز آخرین پادشاه که نام او در کتاب آمده، تألیف شده باشد و شاید مانند بسیاری از کتاب‌های دیگر زبان پهلوی در سده سوم هجری مطالبی را بدان افزوده یا از آن کاسته باشند. به هر حال کتاب بیشتر نمایانگر وضع دورهٔ ساسانی است تا دوره اسلامی. قضایای مطرح شده در کتاب بیشتر مربوط به قوانین مدنی است همچون زناشویی، طلاق، ارث، قیمومت، مالکیت، موقوفات، مسائل مربوط به برده‌داری، وام و گرو و رهن، غرامت و تاوان، اجاره، ضمانت، وکالت و شرکت. همهٔ فتواها بر اساس قوانین دینی زرتشتی بوده است. این کتاب همچنین از جهت مطالعهٔ وضع اجتماعی دورهٔ ساسانی اهمیت به سزایی دارد.
این کتاب را می‌توان با تدوین و گردآوری سابقه قضایی، در نظام حقوقی کامن‌لا در انگلیس سنجید و به این نتیجه رسید که نوعی حقوق الزام‌آور که قاضیان دوره ساسانی هم سازنده آن بودند پدید آمده بود که در کنار داتیک (مجموعه دادها یا قانون‌های گردآورده شده، در بخشی از اوستا) مورد استناد و استفاده داوران و وکلای دوره ساسانی قرار می‌گرفته است.

## ساختار
آغاز کتاب عناوینی چون «پیش‌گفت»، «بُن‌در»، و «ارج دین و سامان‌شناخت»، دارد و فصل‌های کتاب نیز عناوینی دارند چون «گُواهی» (دلیل به معنی اعم و شهادت به معنی اخص) و «دادگوان» (وکلا، اعم از وکیل معاملات و دادگستری).
نویسنده کتاب، پیش‌گفت دوصفحه‌ای کتاب را با «خدای مینویان و گیتیان» (خدای روحانی‌ها و جسمانی‌ها) و سپس گفتاری فلسفی و دینی و عرفانی آغاز کرده است.
مادگان هزاردادستان با بیان نظرات گوناگون قضایی دربارهٔ هر موضوع ویژه، نظرات حقوق‌دانان مخالف معروف را نیز آورده است. در چند مورد نظرات بهرام، پدر نویسنده کتاب نیز که از حقوق‌دانان بزرگ بوده آورده شده است.
آخرین رخداد تاریخی حقوقی که در این کتاب بازتاب یافته رخدادی است که در بیست‌وششمین سال پادشاهی خسرو پرویز گردآوری و نگاشته شده است. بیشتر نام‌های جغرافیایی یادشده در کتاب مربوط به استان فارس است.

## اهمیت
این کتاب زمینه‌های کاری حقوقی و بخش‌های تخصصی در این رشته را روشن و آشکار می‌کند که در منابع دیگر عصر ساسانی شناخته نیست: خویشی (مالکیت)، پیمان (روابط قراردادی)، شکل جامعه و نهادهای آن، حقوق کیفری، نظام رسیدگی قضایی، همچنین جزئیات آیین دادرسی و رسیدگی قضایی، چگونگی تنظیم اسناد رسمی، از آن جمله است.
آگاهی‌هایی که در این کتاب حقوقی دربارهٔ همه این موارد آمده، بازسازی طرح اصلی کل نظام دادگستری ایران ساسانی را امکان‌پذیر کرده است. افزون بر این، کتاب به پژوهندگان این توانمندی و یاری را می‌دهد که دیگر متن‌های پهلوی به‌ویژه دینکرد، دادستان دینی، اندرزها، روابط پهلوی و همچنین خط پارسی میانه و پارتی را بهتر بفهمند.
این کتاب برای مطالعه و پژوهش در مقررات حقوقی جوامع مسیحی ایران ساسانی و نیز مطالعه تلموذ بابلی که نظام حقوقی جوامع یهودی را که در قلمرو دولت ساسانی می‌زیستند شرح داده است، از اهمیت بسیاری برخوردار است. فراتر از این ما را یاری می‌دهد که شماری از اصطلاحات و ریشه‌های ادبیات شرعی و تاریخی آغازین ارمنی را بهتر از پیش بشناسیم.

## تأثیرات تاریخی
نظام حقوقی ساسانیان که در مادگان هزار دادستان ثبت شده، تأثیراتی بر حقوق دوره‌های بعدی داشته است:
- بر حقوق اروپایی: در دوره قرون وسطی، ترجمه‌های لاتین متون حقوقی ایرانی بر قوانین رومی-ژرمنی تأثیر گذاشت.[۱۰]

## قوانین ارث و اشاره به ازدواج‌های نزدیک
مادگان هزار دادستان حاوی بحث‌هایی است که ظاهراً به ازدواج بین اعضای خانواده هسته ای اشاره دارد اما لفظ خویدوده استفاده نشده است.
این مواردیست که در این کتاب آمده:
- ۴۴٫۸–۱۴:بحث دربارهٔ میراث دختر بزرگ از بین دو دختر مردی فاقد وصیت‌نامه است که در صورتیکه پدر سهم دختر بزرگتر را به عنوان مالکیت مطلق داده باشد؛ آیا این دختر باید از مابقی املاک او هم به عنوان امین سهمی ببرد یا نه. این مورد با موردی قیاس می‌شود که در آن پدر به دخترش سهمش را به عنوان دختر می‌دهد و سپس با وی ازدواج می‌کند. بنا بر یک منبع او باید به عنوان همسر هم سهمی ببرد، در حالی که دیگری می‌گوید نباید سهم ببرد و سومی می‌گوید دختر بزرگتر استور (امین) خواهد بود ولی دختر جوان‌تر سهم می‌برد.
- در ۱۰۴٫۹–۱۴ :مردی شیئی طلایی را به زنش و نقره‌ای را به دخترش اختصاص می‌دهد. اگر او با دخترش ازدواج کند، سؤالی که پیش می‌آید این است که آیا دخترش می‌تواند هر دوی آن‌ها را داشته باشد؟
- ۱۰۵٫۵–۱۰:مردی دو قسمت از زمین خود را به ارث گذاشته است، یکی را به اولین فرزند پسرش (اگر پسر باشد؟) و دیگری را به اولین فرزند دخترش (بدون توجه به جنسیت). پسر و دختر ازدواج می‌کنند و صاحب یک دختر می‌شوند، سپس یک پسر، و دختر اول ارث می‌برد، زیرا آنها فقط می‌توانند ارث برای فرزند اول داشته باشند.
- ۱۸٫۷–۱۲: پدر می‌خواهد چیزی را که دارد (به عنوان استور/امین) پس از ده سال به پسرش بدهد. اگر پسر با دختر پدرش ازدواج کند، بعد از ده سال مال اوست و اگر قبل از تمام شدن ده سال با او ازدواج کند، استور از آن اوست. در غیر این صورت، اگر پدر بخواهد بگوید بعد از ده سال به او داده می‌شود و (همچنین) اگر با دختر پدر ازدواج کند، مال او (از زمان عقد) خواهد بود. اگر با او ازدواج نکند، مطلقاً مال او نخواهد بود. هیچ موردی در رابطه با ازدواج مادر و پسر وجود ندارد.[۱۲]

## نسخه‌های خطی و وضعیت کنونی
تنها نسخه باقی‌مانده از این کتاب در کتابخانه ملی فرانسه نگهداری می‌شود.
- ترجمه‌های مدرن:
  - ترجمه فارسی توسط سعید عریان
  - ترجمه انگلیسی توسط آناهیت پریخانیان[۱۴]
- پروژه‌های دیجیتال: دانشگاه هاروارد در حال اسکن و بازسازی دیجیتال این نسخه خطی است.[۱۵]

## انتقادات و محدودیت‌ها
اگرچه این کتاب منبعی ارزشمند است، اما محدودیت‌هایی دارد:
- تمرکز اصلی بر طبقه اشراف و نخبگان جامعه
- آسیب‌دیدگی بخش‌هایی از نسخه خطی اصلی
- احتمال تحریف محتوا در طول قرون وسطی

## برای مطالعهٔ بیشتر
گزیده کتاب‌شناسی:
- ماتیکان هزارداتستان اشم وهو و جز أن: دستنویس. اف ۲۵. به کوشش ماهیار نوابی، کیخسرو جاماسپ اسا و با همکاری فنی محمود طاووسی. جاماسپ اسا، کیخسرو. م. مؤسسه أسیائی دانشگاه پهلوی، ۲۵۳۵ شاهنشاهی.

انگلیسی:
- Perikhani︠a︡n, A. G. , and Nina G. Garsoïan. 1997. The book of a thousand judgements: a Sasanian law-book. Costa Mesa, Calif: Mazda.
- Modi, Jivanji Jamshedji, and Tahmuras Dinshaji Anklesaria. 1912. The social code of the Parsees in Sasanian times, or, the Madigān- i-hazār dādistān part II. Bombay: Printed at the Fort Print. Press.
- Bartholomae, Christian, and L. Bogdanov. 1931. Notes on Sasanian law. Bombay: Printed at the British India Press.
- Anklesaria, Ervad Tahmuras Dinshaji, and Jivanji Jamshedji Modi. 1901. Mâdigân-i-hazâr dâdîstân: a photozinographed facsimile of a ms. belonging to the Manockji Limji Hoshang Hátariâ Library in the Zartoshti Anjuman Atashbeharâm. [1].
- Anklesaria, Ervad Tehmuras Dinshaw, and Jivanji Jamshedji Modi. 1976. The social code of the Parsees in Sasanian times or, The Madigān-i-Hazār Dādistān I-II. [S.l.]: Imperial Organization for Social Services.
- Bulsara, Sohrab Jamshedjee, and Sohrab Jamshedjee Bulsara. 1999. The laws of the ancient Persians as found in the "Mâ̂tîkân ê hazâr dâtastân" or "the digest of a thousand points of law". Mumbai: K.R. Cama Oriental Institute.
- Mâdigân-i-Hazâr Dâdîstân. 1901. Poona: Trustees of the Parsee Punchayet.

آلمانی:
- Macuch, Maria. 1981. Das sasanidische Rechtsbuch "Mātakdān i hazār dātistān" (Teil II). Wiesbaden: Deutsche Morgenländische Gesellschaft.
- Schirasi-Mahmoudian, Fakhrezzaman. 1977. Rechtsnormen der Vormundschaft und der sekundaeren Erbnachfolge im sassanidischen 'Rechtsbuch der tausend Entscheidungen', 'Matagdan-e hazar Datastan': (Madayan-e hazar Dadestan). S.l: s.n.].
- Macuch, Maria. 1993. Rechtskasuistik und Gerichtspraxis zu Beginn des siebenten Jahrhunderts in Iran: die Rechtssammlung
- Klingenschmitt, Gert. 1967. Die Erbtochter im zoroastrischen Recht nach dem Madiyan e hazar dadistan. München: Kitzinger.
- West, Edward William. n.d. "Letter, Rottmannstrasse 10. ، Munich, October 5th 1887". The Social Code of the Parsees in Sasanian Times, or the Madigân-I-Hazâr Dâdistân. Part II [Fac-Simile Traced] by Ervard Tehmuras Dinshaw Anklesaria. With an Introduction by Jivanji Jamshedji Modi.

فرانسوی:
- Menasce, Jean de. 1964. Feux et fondations pieuses dans le droit sassanide. Paris: Klincksieck.

روسی:
- Farrohmard i Wahraman, and Anait Georgievna Perichanjan. 1973. Sasanidskij cudebnik: <kniga tysjaci sudebnych resenij> ; (matakdani i hazar datastan). Erevan: Izd. AN Armjanskoj SSR.
- Периханян، Анаит Георгиевна А. Г. Периханян: Общество и право Ирана в парфянский и сасанидский периоды / Наука، Глав. ред. восточной лит-ры، ۱۹۸۳.